# Chloromachia nivestrota
Chloromachia nivestrota là một loài bướm đêm trong họ Geometridae.